# Radio 100,7
Radio 100,7 és una emissora de ràdio de servei públic del Gran Ducat de Luxemburg en luxemburguès. L'enfocament principal de l'emissora és en la cultura i la informació, tot i que l'entreteniment, amb un ampli ventall de gèneres musicals, també ocupa un lloc destacat.
Establerta en virtut de les disposicions de la Llei de mitjans electrònics de Luxemburg de juliol de 1991 i gestionada per la Établissement de Radiodiffusion Socioculturelle du Grand-dutxi de Luxembourg (ERSL), l'emissora va començar a emetre el 19 de setembre 1993 com el lema de "honnert, 7:de soziokulturelle radio" [Mil set, l'emissora de ràdio sociocultural]. El nom, derivat de la seva freqüència de FM, es va canviar el 2002 per Radio 100,7.
Radio 100,7 és membre de la Unió Europea de Radiodifusió des de 1997 i col·labora estretament amb altres organismes de radiodifusió de servei públic europeus.